# Schnitter
Der Schnitter (Mäher) ist ein Erntehelfer bei der Getreideernte, der das Korn in Handarbeit mäht. Namentlich bei der Heuernte wird der Schnitter auch als Mähder bezeichnet.

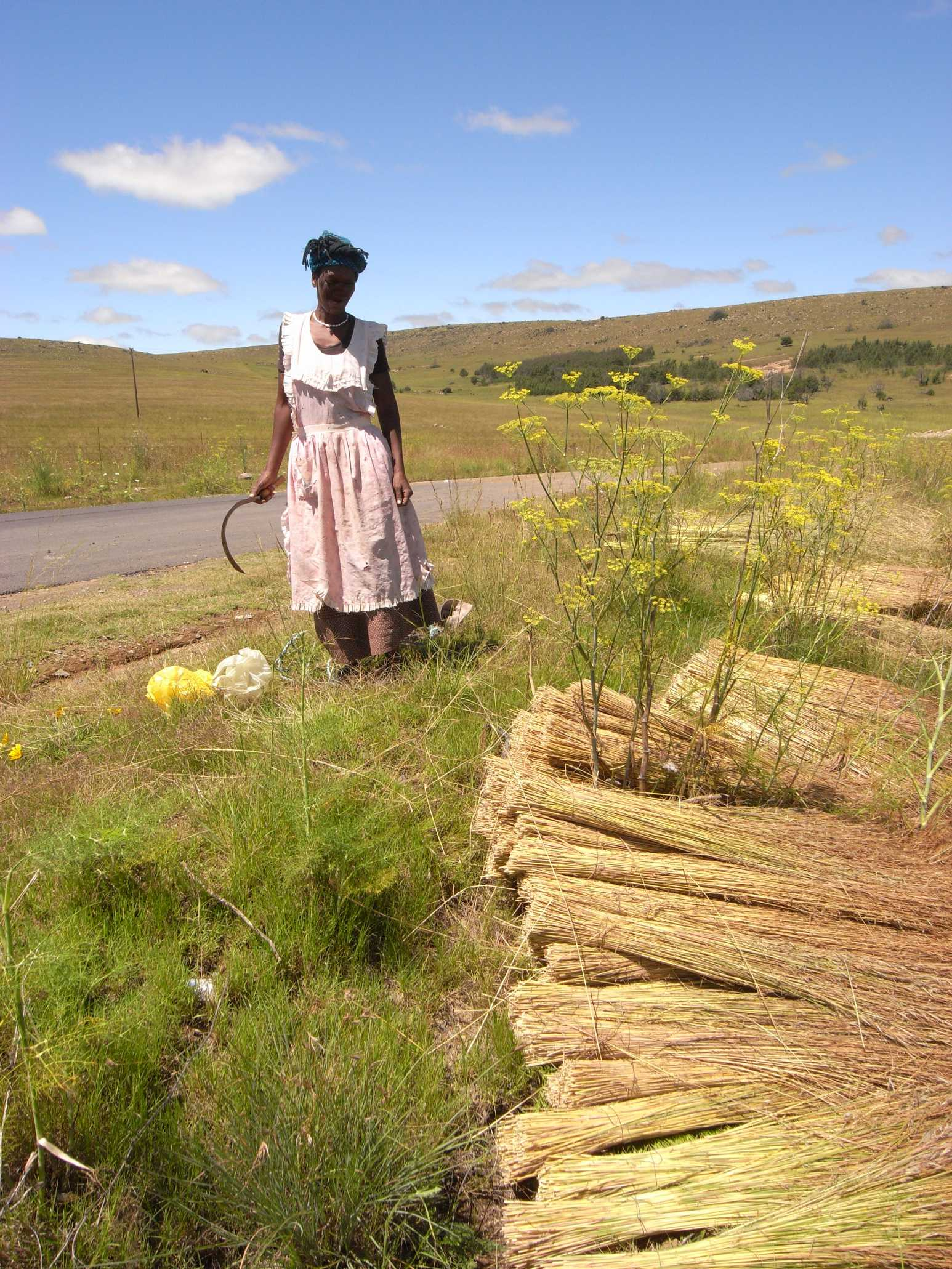
Xhosa-Frau bei der Schnitterarbeit im Eastern Cape

## Beruf des Schnitters

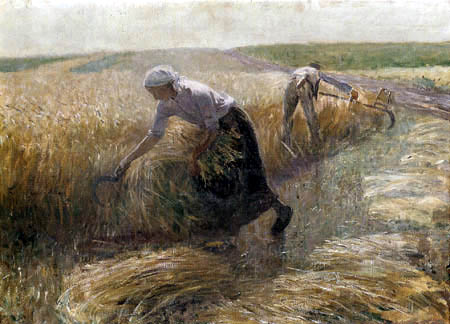
Bauern in Bergsulza 1888
(Ölgemälde von Leopold von Kalckreuth)

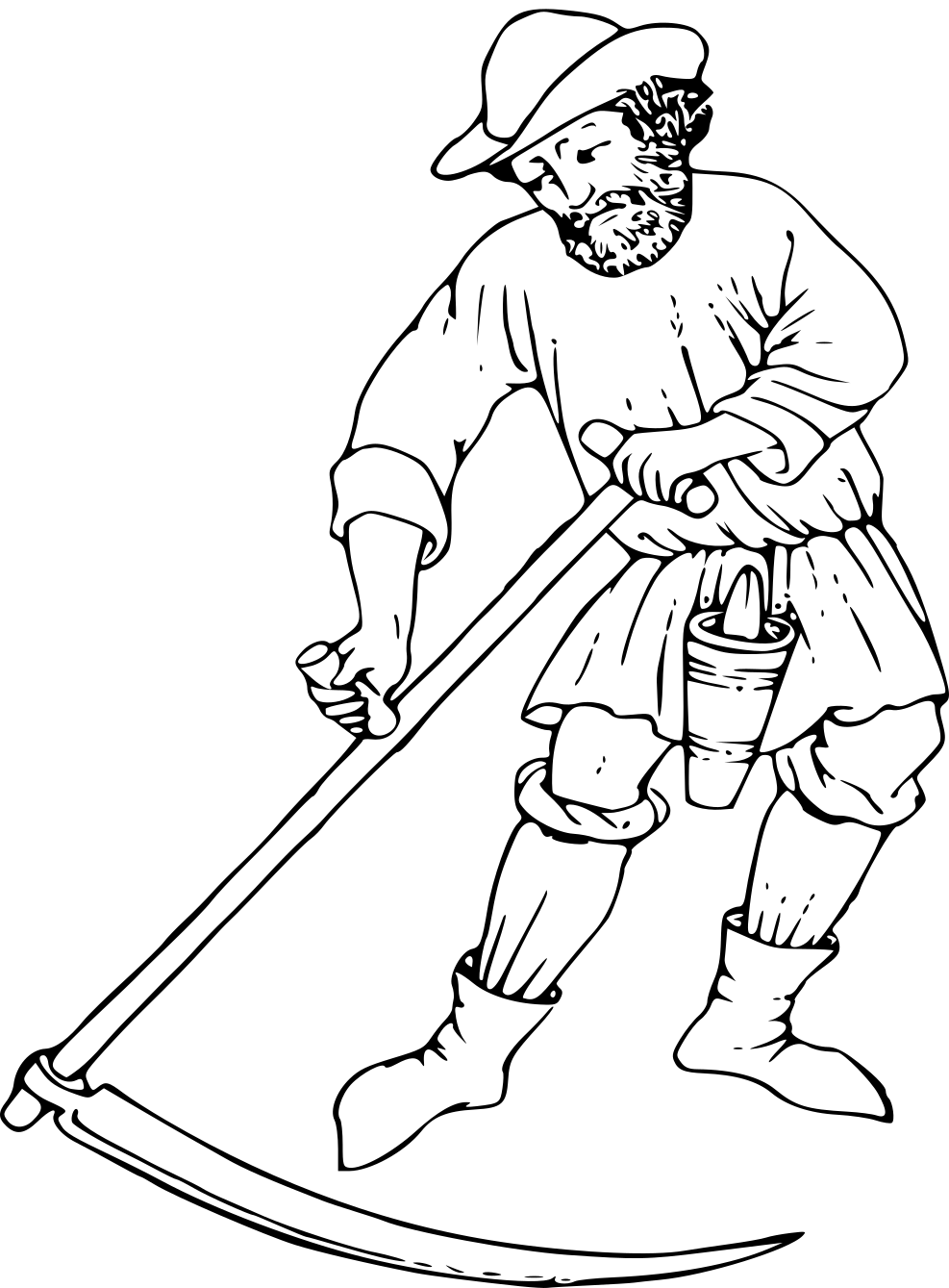
Schnitter mit Sense und umgebundenem Wetzstein im Kumpf

Früher wurde das Getreide mit der Sichel beziehungsweise mit der Sense abgeerntet; dies war demzufolge mit sehr viel Handarbeit verbunden. Mancherorts war der Schnitter ein saisonaler Wanderarbeiter, der mit seinem Hauptwerkzeug, der Sense, im Sommer von Bauer zu Bauer wanderte, wobei ihm das zeitlich unterschiedliche Reifen der Getreidefelder und -sorten zugutekam.

In Mecklenburg war der Vorschnitter für die Organisation verantwortlich. Ein Pasch Schnitter bestand aus einem Mann und einer Frau, die zusammen arbeiteten. Die Frau war auch für die Essensbereitung, die Wäsche und kleinere Reparaturen an der Arbeitskleidung zuständig.

Es wurden auch afrikanische Sklaven, unter anderem bei ihrem Einsatz auf kubanischen Zuckerrohrplantagen, als Schnitter bezeichnet.
Der Beruf des Schnitters war wie alle „fahrenden“ Berufe stets mit einer relativen Faszination behaftet, auf der anderen Seite standen die Schnitter als „Vagabunden“ gesellschaftlich auf sehr niedriger Stufe.
Im Zuge der Mechanisierung der Landwirtschaft ist die Arbeit des Schnitters durch Mähmaschinen ersetzt worden und als Erwerbszweig in vielen Ländern fast ausgestorben.
Heute hat dieser Beruf noch eine gewisse Bedeutung in den Ländern, wo der Reisanbau nicht maschinell durchgeführt werden kann und es mehrere Ernten im Jahr gibt, wie auf dem indischen Subkontinent. Vereinzelt trifft man Schnitter auch in den südafrikanischen grasslands an. Die Hauptverwendung des Schnittguts liegt in der Dachdeckung traditioneller Gebäude.

## Schnitterkasernen

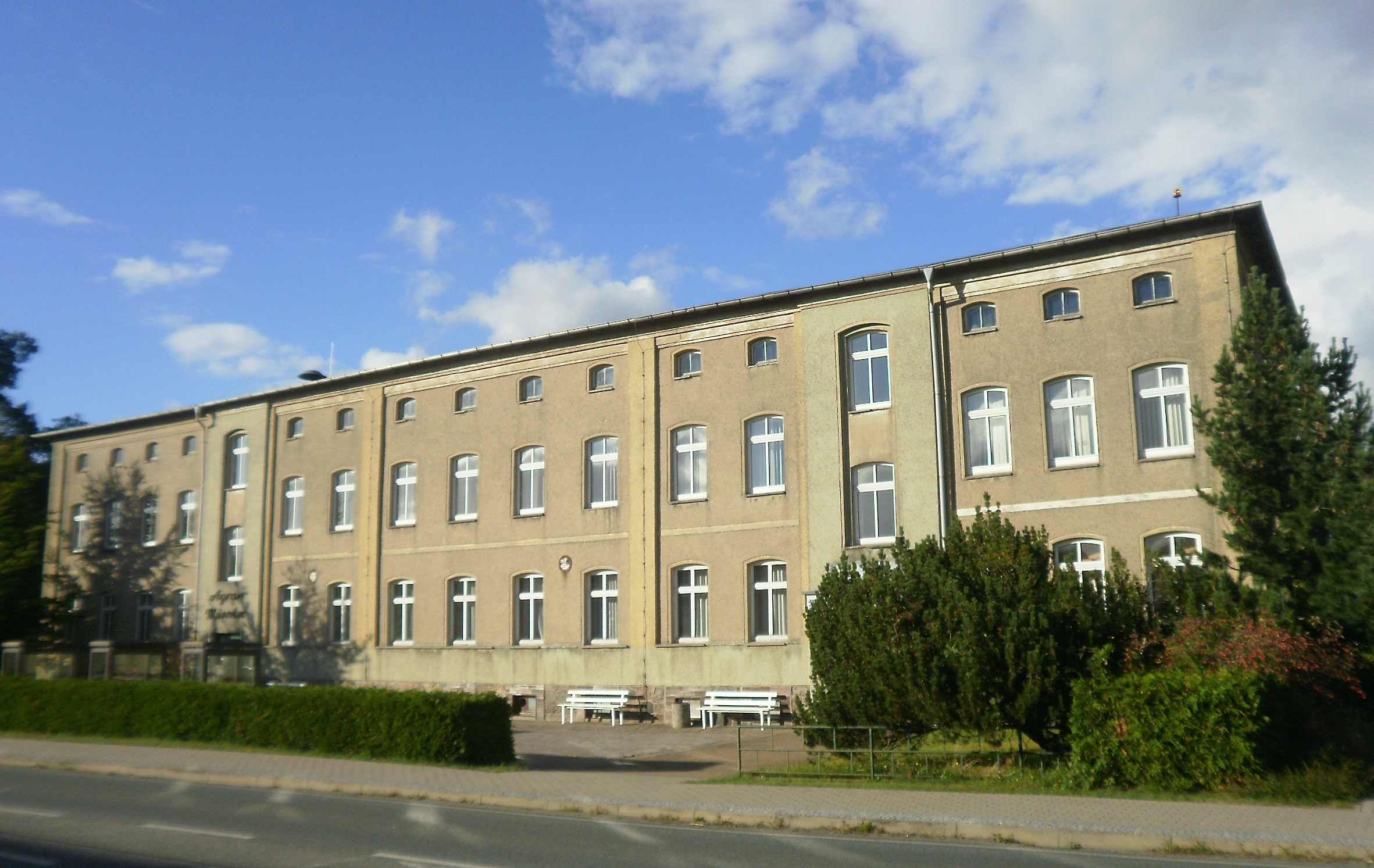
Schnitterkaserne Alt Schwerin

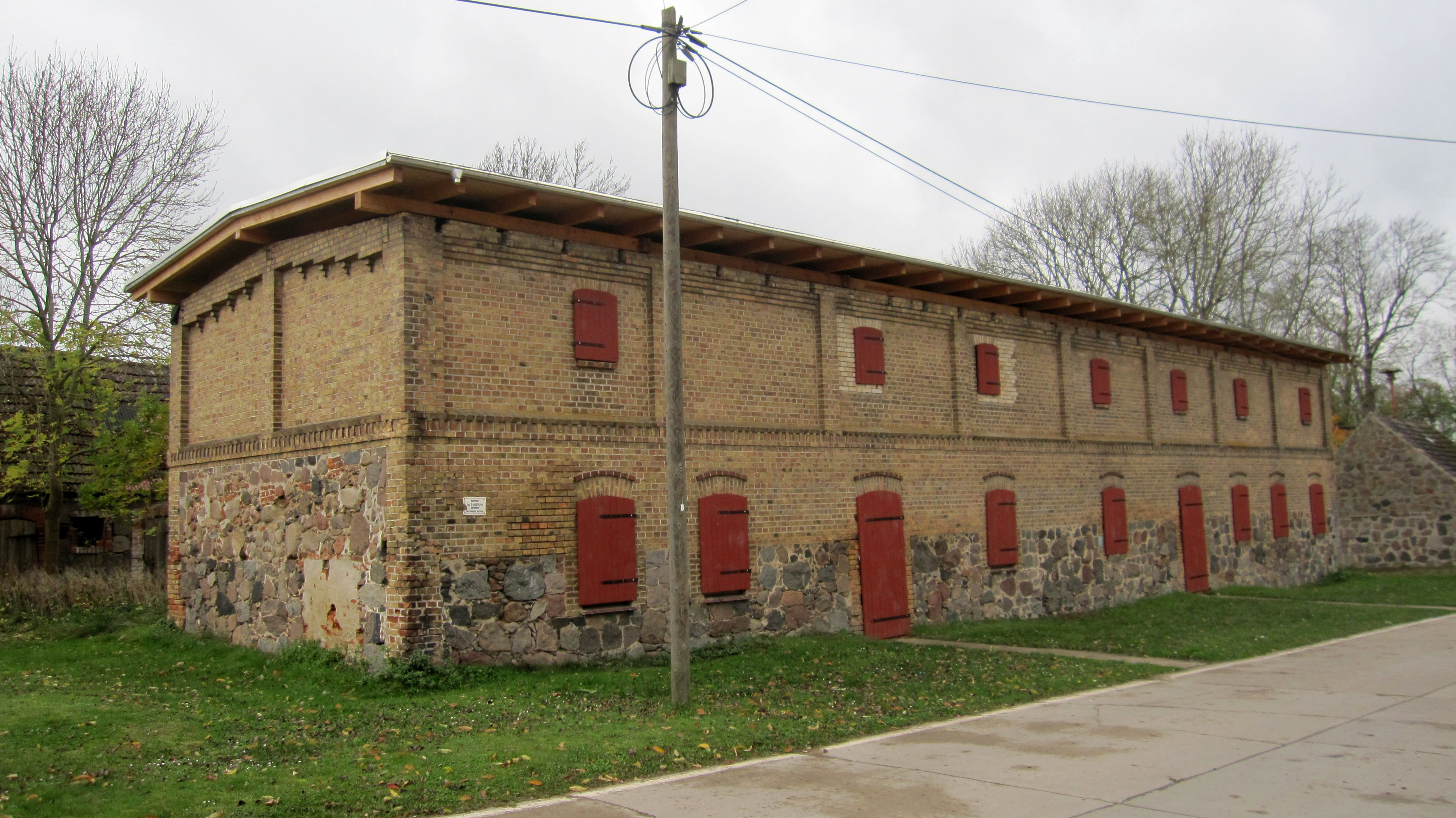
Schnitterkaserne in Rittgarten

In der zweiten Hälfte des 19. Jahrhunderts stieg im Deutschen Reich die Zahl der Wanderarbeiter stark an. So zogen sogenannte Sachsengänger als Saisonarbeiter aus Gebieten östlich der Elbe nach Westen, etwa in die Magdeburger Börde, wo sie unter anderem beim Zuckerrübenanbau halfen; auch sie wurden als Schnitter bezeichnet. Zur Unterbringung dieser Saisonarbeiter wurden kasernenartige Massenunterkünfte, die Schnitterkasernen, errichtet. Diese Schnitterkasernen sind auch heute noch vielerorts erhalten und als Baudenkmal geschützt.

## Schnitter Tod
Im übertragenen Sinn ist mit dem Schnitter auch der Sensenmann gemeint.
Der Spruch „Herein, wenn’s kein Schneider ist“ hat möglicherweise seinen etymologischen Ursprung im ursprünglicheren Sprichwort: „Herin, wans nit der Schnitter is!“ Dieses spielt auf die vielerorts häufige Darstellung des Todes als Sensenmann an, die auch im Volkslied „Schnitter Tod“ anklingt.

## Trivia
Im Frankenlied wird ein Einsiedelmann von einer schönen Schnitterin abgelenkt.